# Heinz Fischer (Regisseur)
Heinz Fischer (* 2. Dezember 1901; † 3. Dezember 1982) war ein deutscher Filmregisseur und Drehbuchautor.
Fischer schuf vor allem Dokumentarfilme, so etwa 1928 einen Streifen über den Mittnachtbau in Stuttgart. Er besaß zu dieser Zeit eine eigene Produktionsfirma in Wiesbaden.
Nach der Teilung Deutschlands arbeitete er für die DEFA. In dieser Zeit entstanden z. B. 
die Filme Hoffmanns Erzählungen (1958), Ballettsolisten der Lindenoper (1963) und Dresdner Kreuzchor.
Sein DEFA-Film Die Wartburg, der zum Jubiläum dieser Burg 1967 gedreht worden war, wurde zunächst für gut befunden, 1976 jedoch zurückgezogen, weil er die Wartburg als Symbol gemeinsamer deutscher Geschichte darstellte.
Ein Teil seines Nachlasses wird im Filmmuseum Potsdam aufbewahrt.

## Filme (Auswahl)
- 1928: Der Mittnachtbau
- 1950: Meister des Schnellspanens
- 1957: Fridolin im Varieté
- 1961: Reiseziel Erfurt
- 1962: Wintersturm über den Tagebauen
- 1962: Drei von uns
- 1963: Das SHOK-Ensemble tanzt
- 1964–66: Soziales Verhalten
- 1964: Viele Körbe für Korbine
- 1964: Drei Tage im Mai
- 1965: Treffpunkt Leipzig
- 1965: Bonjour, Paris
- 1966: Dresdner Botschaft
- 1978: Wilhelm Pieck